# Rhapsody in Blue (film)
Rhapsody in Blue is een geromantiseerde biopic uit 1945 van Warner Bros. over de Amerikaanse musicus en componist George Gershwin.

## Bijzonderheden
De twee vriendinnen in de film – Julie Adams en Christine Gilbert – zijn gefingeerde personen.
De acteur Robert Alda was voor de rol van Gershwin de tweede keus. In eerste instantie wilde regisseur Rapper Tyrone Power voor de hoofdrol. 
De film – een menging van fictie en werkelijkheid - werd door de critici matig ontvangen. Het script vond men een verzameling vluchtige afleveringen, die onsamenhangend aan elkaar waren geschreven.
In de bioscoop werd het een succes door de muziek. De film was de tot dan toe grootste poging om alle grote concertante werken en belangrijkste songs van Gershwin in een enkele productie samen te vatten.
Steiner en Heinsdorf kregen een nominatie voor de beste originele muziek.

## Rolverdeling
| Acteur           | Personage             |
| ---------------- | --------------------- |
| Robert Alda      | George Gershwin       |
| Will Wright      | Sergej Rachmaninov    |
| Joan Leslie      | Julie Adams           |
| Alexis Smith     | Christine Gilbert     |
| Charles Coburn   | Max Dreyfus           |
| Julie Bishop     | Lee Gershwin          |
| Albert Basserman | Professor Franck      |
| Morris Carnovsky | Vader Morris Gershwin |
| Rosemary DeCamp  | Moeder Rose Gershwin  |
| Herbert Rudley   | Ira Gershwin          |
| Oscar Loraine    | Maurice Ravel         |
| Oscar Levant     | Oscar Levant          |
| Paul Whiteman    | Paul Whiteman         |
| Al Jolson        | Al Jolson             |
| George White     | George White          |
| Anne Brown       | Anne Brown            |
| Elsa Maxwell     | Elsa Maxwell          |

## Muziek gebruikt in de film[4]
- Blue Monday
- Rhapsody in Blue
- Concerto in F
- An American in Paris
- Bidin' My Time
- Clap Yo' Hands
- Delishious
- Do It Again
- Embraceable You
- Fascinating Rhythm
- I Got Plenty o' Nuttin'
- I Got Rhythm
- I'll Build A Stairway To Paradise
- It Ain't Necessarily So
- Liza
- Love Walked In
- Oh, Lady, Be Good!
- Somebody Loves Me
- Someone To Watch Over Me
- Swanee
- Summertime
- Yankee Doodle Blues
- 'S Wonderful
- The Man I Love

## Screenshots

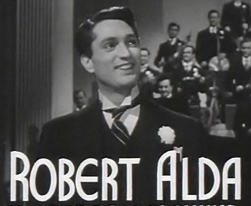
Robert Alda
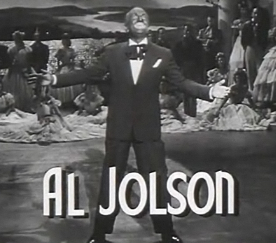
Al Jolson
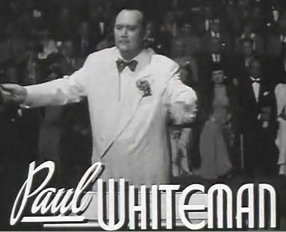
Paul Whiteman
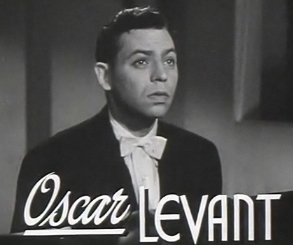
Oscar Levant
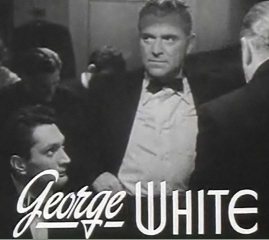
George White